# San Marino (grad)
San Marino glavni je grad Republike San Marino na Apeninskom poluotoku u blizini Jadranskog mora. Grad je smješten na zapadnom obronku najviše točke San Marina, planine Monte Titano. 
San Marino treći je grad po veličini u državi San Marino poslije najvećeg grada Dogana i poslovnog središta, obližnjeg grada Borgo Maggiore. S općinom San Marino graniče općine Acquaviva, Borgo Maggiore, Fiorentino i Chiesanuova te talijanska općina San Leo. Grad je podijeljen na 7 župa: Cà Berlone, Canepa, Casole, Castellaro, Montalbo, Murata i Santa Mustiola.
Od obrazovnih institucija najznačajnija je Akademio Internacia de la Sciencoj San Marino.

## Povijest
S obzirom na to da je prijestolnica San Marina bila jedinim gradom u Republici, povijest grada gotovo je identična povijesti Republike San Marina.

## Gospodarstvo
Donedavno se gospodarska djelatnost grada temeljila na kamenolomu i klesarstvu, ali danas se najviše temelji na turizmu, trgovini, prodaji poštanskih maraka i malim poljoprivrednim gospodarstvima koja su u opadanju. Grad godišnje posjeti više od 3 milijuna posjetitelja od kojih 85 % čine Talijani. U gradu se nalazi oko tisuću malenih prodavaonica s velikom i raznolikom ponudom.

## Znamenitosti
Povijesno središte San Marina i Monte Titano upisani su 2008. godine na UNESCO-ov popis mjesta svjetske baštine u Europi kao jedinstven primjer opstanka neovisne Republike od srednjeg vijeka čije urbano središte nije narušeno industrijskim razvitkom kao kod drugih srednjovjekovni gradova. Glavne su znamenitosti grada:
- Bazilika sv. Marina (Basilica di San Marino) nalazi se na sjeveroistočnom rubu grada uz Crkvu sv. Petra i najvažnija je crkva u gradu posvećena svecu-zaštitniku, Svetom Marinu, čije se relikvije čuvaju unutra. Sadašnja crkva izgrađena je 1836. godine na mjestu starije crkve iz 7. stoljeća. Izgrađena je u neoklasičnom stilu s trijemom od osam korintskih stupova.
- Gradska vijećnica (Palazzo Pubblico) danas je i Zgrada vlade, predsjednika i kongresa. Gradio ju je talijanski arhitekt Frencesco Azzurri iz Rima od 1884. do 1894. godine u neogotičkom stilu.
- Tornjevi na planini Monte Titano
- Trg Titano s kazalištem (18. st.)
- Samostan sv. Klare (14. st.)
- Grand Hotel San Marino

- Bazilika sv. Marina
- Palazzo Publico
- Toranj Guaita
- Toranj Cesta

## Gradovi prijatelji
San Marino ima ugovore o partnerstvu sa sljedećim gradovima:
- Rab, Hrvatska
- San Leo, Italija
- Rønne, Danska

## Vanjske poveznice
- San Marino na giuntedicastello.sm (tal.)
- Turističke informacije (tal.) (engl.) (njem.) (fr.) (šp.)

### Ostali projekti
|  | Zajednički poslužitelj ima još gradiva o temi San Marino (grad) |
|  | Zajednički poslužitelj sadrži atlas San Marina                  |